# Намазбек-батыр
Намазбек-батыр, один из батыров кыргызского племени Бугу рода Кыдык. Его дед Борбу был одним из богатейших людей племени. Он жил в эпоху конокрадства и междуусобных конфликтов, влившиеся в межплеменную войну Бугу и Сарыбагыш. Он был одним из главных участников этой войны выступавших на стороне племени Бугу, представляя свой род.
Когда Ормотой, отец Намазбека был жив табун его деда, Борбу-бая был многочислен и множился. Но Ормотой умер рано и Намазбек вместе со старшими братьями Иманбеком и Тулекабылом остались без защитника, а табун уже старого Борбу-бая начали угонять представители других родов. Тогда Борбу-бай решил отправить внуков к родственнику их матери Торекекельды-батыру из племени Сарыбагыш. Рядом с ним и провёл всё детсво Намазбек, обучаясь мечу и копью.

## Юность
Когда Намазбек подрос отношения между племенами Бугу и Сарыбагыш. начали накаляться и он с братьями решили вернуться в родные края. Торекельды сопроводил их в путь с богатыми дарами. По приезде в родной айыл Борбу устроил большой праздник в честь возвращения внуков.

## Разгром кокандских крепостей
В 1831 году кокандцы во главе с Лашкаром-кушбеги, завоевав Иссык-кульскую долину, построили там крепости: Каракол, Жер-уй, Барскоон, Жаргылчак, Конур-олён и Балыкчы. Но в 1843 году, воспользовавшись расприями в Коканде, бугинцы во главе с Боромбай-бием поднимают восстание. Они сокрушают кокандские крепости и полностью освобождаются кокандского гнёта. Взятием крепостей: Жер-уй и конур-олён командовал Намазбек-батыр

## Участие в межплеменном конфликте
Когда начались раздоры между Бугу и Сарыбагышами Балбай и Намазбек угнали скот противоборстующей стороны и раздали своим. Ормон, пытаясь вернуть утраченное входит в земли Бугу и погибает от рук Балбай-Батыра. Войска Тескея Иссык-Куля были под предводительством племени Кыдык во главе с Намазбеком. Историк Б.Солтоноев в своей книге «Кызыл кыргыз тарыхы» называет его «кан ичер»,что означает кровопийца и вчисляет его в список людей наиболее упомянаемых в санжире.

## Смерть
Примерно в 1855 году в одном из военных столкновений с сарыбагышами Намазбек-батыр получает смертельное ранение от рук Сатай-мергена. По одной из версий Сатай насмерть застрелил Намазбека, а по другой Намазбек был застрелен Сатаем в ногу, пока он был на коне, а окончательно добит уже копьями на земле. Его смерть была большой утратой для рода Кыдык и всего племени Бугу в целом. По разным сведениям тело его погребено в Лобноре на западе Китая. Тот факт, что Торекельды-батыр, воспитавший Намазбека, в этой войне возглавлял вражеское для бугу племя сарыбагышей, делает эту историю ещё трагичней